# Diario di una schiappa - Avanti tutta!
Diario di una schiappa - Avanti tutta! (in lingua originale Diary of a Wimpy Kid: Double Down) è un libro del 2016 scritto da Jeff Kinney. Si tratta dell'undicesimo libro della saga che è uscito negli Stati Uniti dal 1º novembre 2016, mentre in Italia esce un anno dopo, il 6 novembre 2017.

## Trama

### Il mercatino del libro
Arriva il periodo di Halloween e a scuola viene allestito il Mercatino del libro, che contiene i libri della serie Sudori Freddi, di cui l'autore è un certo "M.R.TERROR". I libri provocano però degli incubi a Greg, come quando ha sognato di avere la coda da lucertola, lui inizialmente  aveva preso  due penne, un poster, una gomma a forma di panda, una calcolatrice fosforescente e una penna che scrive sott'acqua. Poi li cambiò con dei libri dei sudori freddi che a lui li mettevano gli incubi.

### La brigata del palloncino
Greg ha trovato un modo per mangiarsi qualche caramella prima di Halloween: a scuola viene organizzata la Brigata del palloncino: ognuno prende un palloncino ad elio e viene dato un bigliettino dove si scrive il nome e l'indirizzo, in tal modo che chi ritrova il palloncino lo possa riportare indietro. Colui che  riporta per primo il proprio palloncino, vince un premio, che consiste in un gigante barattolo di caramelle gommose. Greg attacca al palloncino una lettera, che lo permette di portare lontano al contrario degli altri, che rimangono incastrati nella nuova antenna per i cellulari. Qualche giorno dopo, un ragazzo di nome Maddox e sua madre riportano il palloncino a casa di Greg, che però riportano indietro. Il giorno dopo Greg viene accompagnato a casa di Maddox da Susan, che poi esce con la mamma di quest'ultimo. Greg scopre che Maddox a casa non ha il televisore, e nemmeno cibo spazzatura, ma Maddox rivela a Greg che a casa gioca con i Lego e con il violino. Greg si mette a giocare con i Lego della "scatola degli scarti". Quando il ragazzo è in procinto di tornare a casa, Maddox scopre che Greg aveva attaccato al gomito un mattoncino dei Lego, tutto sommato, il palloncino ritorna nelle mani di Greg. A scuola riceve quindi le caramelle gommose, che vengono poi mangiate tutte dal suo porcellino.

### La festa di Halloween di Mariana Mendoza
Greg vuole partecipare alla festa di Halloween organizzata, ogni anno, da Mariana Mendoza. Per farlo, però, Greg deve far parte dell'orchestra scolastica. Così si fa acquistare un corno francese. Greg poi scopre che sono invitati solo i ragazzi della sezione legni, di cui il suo amico Rowley Jefferson ne fa parte.  I due decidono di travestirsi da mostro a due teste. La festa è un successone, grazie anche a Susan che ha portato con sé dei giochi di Halloween fatti da lei.

### Il concerto d'autunno
Dato che Greg suona nella banda scolastica, deve partecipare al Concerto d'autunno. Poco prima che la sezione degli ottoni cominciasse, Greg viene pestato da un compagno ed è costretto a doversi sistemare la scarpa e gli viene chiusa la porta. Arriva Rowley che però rimane bloccato assieme al suo amico. Greg cerca di aprire la porta, ma i pantaloni si strappano lasciando molto spazio, e così si vedono le mutande. Greg chiede a Rowley di colorarle col pennarello nero, ma Frank entra nella stanza e si accorge di tutto. A casa si mette a richiamare Greg e decide di metterlo in punizione per due settimane senza TV e videogiochi.

### La notte dei vermi striscianti
Un giorno Greg trova delle gocce di cioccolato e decide di aprirle, ma le fa cadere tutte e ne mangia una parte, chiama Rowley e gli dice di potargli delle gocce, solo che si sciolgono tutte e devono pulire tutta la cucina sporca di cioccolata. Nella lavanderia Greg trova dei vermi gommosi e gli viene un'idea: quella di girare un film dell'orrore che parla dei "vermi divoratori di uomini". Dopo aver fatto una parte dello storyboard, i due cominciano le riprese, ma le cose peggiorano quando arrivano delle oche che mangiano tutti i vermi piazzati fuori da Rowley e Greg. Quest'ultimo decide di prendere  una maschera da licantropo del fratello Rodrick in tavernetta. I due vanno a prenderla nel mobile ma nel farlo lo fanno cadere giù. Rowley, spaventato, scappa e si arrampica sull'albero. Nei giorni seguenti Greg deve ripulire il disastro in tavernetta, mentre Rowley diventa famoso dovendo saltare la scuola perché invitato ad alcune trasmissioni televisive al mattino.